# Torrita Tiberina
Torrita Tiberina ist eine italienische Gemeinde in der Metropolitanstadt Rom in der Region Latium mit 1090 Einwohnern (Stand 31. Dezember 2023). Sie liegt 54 Kilometer nördlich von Rom.

## Geographie
Torrita Tiberina liegt auf einem Höhenrücken in einer Schleife des Tiber und grenzt an die Provinzen Rieti und L’Aquila. Es liegt zwischen dem Monte Soratte und den Sabiner Bergen.

## Geschichte
Der Name Turritula wurde zum ersten Mal 747 in einer Schenkungsurkunde des Karolingers Karlmann an das Kloster Sant'Andrea in Flumine bei Ponzano erwähnt. Im Mittelalter war die Herrschaft über den Ort zwischen den Benediktinern der Abtei San Paolo fuori le Mura in Rom und der Familie Savelli geteilt. Ab dem 15. Jahrhundert gehörte die Siedlung der Familie Orsini, die sie 1586 für 30.000 Scudi an Tommaso Melchiorri abtrat, dessen Nachfahren sie an die Prinzessin Christina von Sachsen (1775–1837), Gattin des Fürsten Camillo Massimo (1770–1840), verkauften. Nach der italienischen Einigung wurde der Ortsname im Jahre 1872 zu Torrita Tiberina erweitert. Auf dem Friedhof ist der italienische Politiker und zweimalige Ministerpräsident Aldo Moro begraben, der am 9. Mai 1978 von der Terrororganisation Rote Brigaden ermordet wurde.

## Bevölkerung
| Jahr | Bevölkerung |
| ---- | ----------- |
| 1871 | 0479        |
| 1901 | 0697        |
| 1921 | 0740        |
| 1951 | 1139        |
| 1971 | 0755        |
| 1991 | 0830        |
| 2001 | 0932        |

## Politik
Ilario Caprioli wurde im Mai 2007 zum Bürgermeister gewählt und nach der folgenden Wahl am 6. Mai 2012 bestätigt. Am 11. Juni 2017 wurde Rita Colafigli zur Bürgermeisterin gewählt.

## Sehenswürdigkeiten
- das Castello Baronale stammt aus der Zeit um 1200
- die Pfarrkirche San Tommaso Apostolo geht bis ins 12. Jahrhundert zurück.